# اقتصاد ليسوتو
ليسوتو محاطة جغرافياً بدولة جنوب أفريقيا ومتكاملة معها اقتصادياً كذلك. ويقوم اقتصاد ليسوتو على الزراعة وتربية الماشية، والتصنيع، والتعدين، ويعتمد بشكل كبير على تدفقات تحويلات العمال، وإيصالات الاتحاد الجمركي للجنوب الأفريقي (SACU). غالبية الأسر تعتاش على الزراعة. ويتكون العمل في القطاع الرسمي أساساً من العاملات في قطاع الملابس، والعمالة الوافدة من الذكور، وعمال المناجم في المقام الأول في جنوب أفريقيا لمدة 3 إلى 9 أشهر والعمل في حكومة ليسوتو (GOL). السهول الغربية تشكل المنطقة الزراعية الرئيسية. ما يقرب من 50٪ من السكان يكسب الدخل من خلال زراعة المحاصيل غير الرسمية أو تربية الحيوانات مع ما يقرب من ثلثي دخل البلاد قادم من القطاع الزراعي.

## التاريخ الاقتصادي
دمرت أعمال الشغب في سبتمبر 1998 في ما يقرب من 80٪ من البنية التحتية في ماسيرو ومدينتين رئيسيتين أخريين في البلاد، مما كان له أثر كارثي على اقتصاد البلاد. ومع ذلك، أكملت الدولة العديد من برامج التكيف الهيكلي التابعة لصندوق النقد الدولي، وانخفض التضخم بشكل كبير. ومع ذلك ، فإن العجز التجاري في ليسوتو كبير جدًا، حيث تمثل الصادرات جزءًا صغيرًا فقط من الواردات .
وأثرت الأزمة الاقتصادية العالمية على اقتصاد ليسوتو بشدة من خلال فقدان صادرات المنسوجات والوظائف في هذا القطاع بسبب الأزمة الاقتصادية في الولايات المتحدة التي تعد وجهة التصدير الرئيسية وانكماش قطاع التعدين. في عام 2009، انخفض نمو الناتج المحلي الإجمالي إلى 0.9 في المائة.

## التقدم الاقتصادي
أدى التقدم الذي أحرزته ليسوتو في الانتقال من اقتصاد تهيمن عليه زراعة الكفاف إلى اقتصاد منخفض الدخل، يقوم بتصدير الموارد الطبيعية والسلع الصناعية. انخفضت النسبة المئوية للسكان الذين يعيشون ب1.25 دولار أمريكي في اليوم من 48 بالمائة إلى 44 بالمائة بين عامي 1995 و 2003. وكان معدل البطالة في عام 2008 25.29 بالمائة وارتفع إلى 27.2 بالمائة في عام 2012. ومع ذلك، انخفض معدل البطالة إلى 23.06٪ في عام 2017. وانخفضت نسبة السكان الذين يعيشون تحت خط الفقر من 58٪ في عام 2002 إلى 49.2٪ في عام 2017. ولكن لا تزال البلاد من بين بلدان «التنمية البشرية المنخفضة» (المرتبة 155 من 192) حسب تصنيف برنامج الأمم المتحدة الإنمائي.

## إحصائيات
يوضح الجدول التالي أهم المؤشرات الاقتصادية للفترة 1980-2017.
| السنة                                                               | 1980   | 1985   | 1990   | 1995  | 2000  | 2005  | 2006  | 2007  | 2008   | 2009  | 2010  | 2011  | 2012  | 2013  | 2014  | 2015  | 2016  | 2017  |
| ------------------------------------------------------------------- | ------ | ------ | ------ | ----- | ----- | ----- | ----- | ----- | ------ | ----- | ----- | ----- | ----- | ----- | ----- | ----- | ----- | ----- |
| الناتج المحلي الإجمالي بلميارات الدولارات ( الناتج المحلي الإجمالي) | 0.65   | 1.01   | 1.50   | 2.10  | 2.68  | 3.47  | 3.73  | 4.02  | 4.33   | 4.50  | 4.84  | 5.27  | 5.63  | 5.85  | 6.13  | 6.35  | 6.63  | 6.96  |
| نصيب الفرد (الناتج المحلي الإجمالي)                                 | 512    | 736    | 935    | 1,131 | 1,440 | 1,841 | 1,994 | 2,144 | 2,301  | 2,385 | 2,560 | 2,780 | 2,963 | 3,068 | 3,208 | 3,296 | 3,425 | 3,581 |
| النمو                                                               | −0.8 % | 3.3 %  | 5.2 %  | 2.8 % | 4.9 % | 3.1 % | 4.4 % | 5.0 % | 5.5 %  | 3.1 % | 6.3 % | 6.7 % | 4.9 % | 2.2 % | 3.0 % | 2.5 % | 3.1 % | 3.1 % |
| التضخم (بالنسبة المئوية)                                            | 19.6 % | 15.0 % | 12.0 % | 9.7 % | 6.1 % | 3.6 % | 6.3 % | 9.2 % | 10.7 % | 5.8 % | 3.3 % | 6.0 % | 5.5 % | 5.0 % | 4.6 % | 4.3 % | 6.2 % | 5.6 % |
| الدين (نسبة مئوية من الناتج المحلي الإجمالي)                        | ...    | ...    | 18 %   | 62 %  | 88 %  | 49 %  | 51 %  | 51 %  | 45 %   | 35 %  | 31 %  | 33 %  | 35 %  | 37 %  | 37%   | 41 %  | 35 %  | 35 %  |